# CORTIS
CORTIS (코르티스)은 빅히트 뮤직의 소속의 대한민국의 5인조 보이 그룹이다.

## 구성원
- 마틴
- 제임스
- 주훈
- 성현
- 건호

## 음반 목록

### EP
- 《COLOR OUTSIDE THE LINES》 (2025년 9월 8일)

### 디지털 싱글
- 《What You Want》 (2025년 8월 18일, EP 1집 선공개곡)